# Murmansk-legionen
Murmansklegionen, også kendt som den finske legion, var en militær styrke organiseret af den britisk kongelige flåde (Royal Navy) under den allierede nordrussiske intervention i 1918-1919. Legionen var sammensat af finske røde gardister, der var flygtet efter den finske borgerkrig fra det nordlige Finland kontrolleret af De Hvide til Sovjetrusland og nogle finner, der arbejdede på Murmanskbanen. Legionen bekæmpede Viena-ekspeditionen i 1918 og sikrede sammen med britiske tropper Murmanskbanen mod at komme under finsk kontrol.
Finske frivillige havde startet deres militære kampagne i marts 1918. Målet var at annektere Hvidekarelen fra det da bolsjevistisk kontrollerede Rusland og forene området med et selvstændigt Finland. Royal Navy havde invaderet Murmansk på samme tid for at forhindre tyskerne (og deres finske frænder) i at vinde kontrollen over Hvidehavskysten og Murmanskbanen.
Murmansklegionen var bevæbnet med britisk udstyr og havde britiske uniformer. Legionen blev ledet af Oskari Tokoi og Verner Lehtimäki, som begge blev forfremmet til oberster af den britiske flåde. Legionens styrke nåede sit højdepunkt i februar 1919 og var da omkring 1.200 mænd. Murmansklegionen blev først godkendt af Lenin, men blev senere fordømt af ham og af kommunister, der fortsat befandt sig i Finland, eftersom briterne var på den hvide bevægelses side i borgerkrigen, selvom finnerne nægtede at kæmpe mod bolsjevikkerne.
Murmansklegionen blev opløst i 1919, da de britiske tropper trak sig tilbage. Den finske regering betragte legionens medlemmer som forrædere, men Storbritannien og USA gjorde deres anerkendelse af finsk uafhængighed betinget af, at legionærerne enten måtte blive benådet eller fik lov til at drage i eksil til Canada. I efteråret 1919 vendte de fleste af murmansklegionens krigere tilbage til Finland, men et 20-tal rangerede officerer som Tokai, Lehtimäki og Aarne Orjatsalo flygtede til Nordamerika. Nogle legionærer sluttede sig senere til de internationale brigader i den spanske borgerkrig, og nogle af de yngste kæmpede endda i den finske hær under 2. verdenskrig.